# Голтово
Голтово — деревня в Кисельнинском сельском поселении Волховского района Ленинградской области.

## История
На карте Санкт-Петербургской губернии Ф. Ф. Шуберта 1834 года упоминается деревня Голтова, состоящая из 30 крестьянских дворов.

ГОЛТОВО — деревня принадлежит графу Паскевичу-Эриванскому, число жителей по ревизии: 98 м. п., 98 ж. п. (1838 год)

На карте профессора С. С. Куторги 1852 года отмечена деревня Голтова из 30 дворов.

ГОЛТОВО — деревня княгини Волконской, по просёлочной дороге, число дворов — 22, число душ — 68 м. п. (1856 год)

ГОЛТОВА — деревня владельческая при колодцах, число дворов — 22, число жителей: 67 м. п., 19 ж. п.; Часовня православная. (1862 год)

В конце XIX века деревня административно относилась к Песоцкой волости 1-го стана Новоладожского уезда Санкт-Петербургской губернии, в начале XX века — 4-го стана.
По данным «Памятной книжки Санкт-Петербургской губернии» за 1905 год деревня Голтово входила в Нурминское сельское общество.

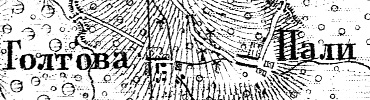
Деревня Голтово на карте 1915 года

Согласно военно-топографической карте Петроградской и Новгородской губерний издания 1915 года деревня называлась Голтова, в ней находились 4 ветряные мельницы.
С 1917 по 1923 год деревня Голтово входила в состав Пальского сельсовета Песоцкой волости Новоладожского уезда.
С 1923 года в составе Голтовского сельсовета Шумской волости Волховского уезда.
С 1924 года в составе Чаплинского сельсовета.
С 1926 года вновь в составе Голтовского сельсовета. Согласно данным переписи населения СССР 1926 года в деревне Голтово проживал 221 человек — все русские.
С 1927 года в составе Волховского района.
С 1928 года вновь в составе Чаплинского сельсовета. В 1928 году население деревни Голтово также составляло 221 человек.
По данным 1933 года деревня Голтово входила в состав Чаплинского сельсовета Волховского района.

План деревни Голтово. 1941 год

Согласно топографической карте РККА 1941 года деревня насчитывала 45 дворов. На северо-западной окраине деревни находилась ветряная мельница.
В 1958 году население деревни Голтово составляло 81 человек.
По данным 1966, 1973 и 1990 годов деревня Голтово входила в состав Чаплинского сельсовета.
В 1997 году в деревне Голтово Кисельнинской волости проживали 7 человек, в 2002 году — 25 человек (все русские).
В 2007 году в деревне Голтово Кисельнинского СП — 5 человек.

## География
Деревня расположена в западной части района на автодороге 41К-387 (Чаплино — Голтово), к югу от автодороги Р21 (E 105) «Кола» (Санкт-Петербург — Петрозаводск — Мурманск).
Расстояние до административного центра поселения — 14 км.
Расстояние до ближайшей железнодорожной станции Войбокало — 24 км.

## Демография
| 1862 | 2007 | 2010 | 2017 |
| ---- | ---- | ---- | ---- |
| 86   | ↘5   | ↗17  | ↘12  |

### Национальный состав
Согласно данным Всероссийской переписи населения 2021 года в деревне проживали 20 человек, все русские.